# Bactrocera ascita
Bactrocera ascita
 es una especie de díptero que Hardy describió por primera vez en 1983. Bactrocera ascita pertenece al género Bactrocera de la familia Tephritidae.